# Општина Котмеана (Арђеш)
Котмеана (рум. Cotmeana) општина је у Румунији у округу Арђеш.
Oпштина се налази на надморској висини од 500 m.